# Gallina (співачка)
Галина Вікторівна Горбаль, до шлюбу Бурмаченко, відома як Gallina (нар. 19 травня 1976, Долинська) — українська співачка в жанрі попмузика, підприємиця. Депутатка Київської обласної ради від Партії Регіонів у 2006–2010 роках.

## Біографія
Народилася в місті Долинська Кіровоградської області. Батько — Бурмаченко Віктор Маркович; мати — Бурмаченко Галина Олексіївна.
З п'яти років танцювала в міському ансамблі іспанські, італійські та ромські танці. Неодноразово перемагала на фестивалях і конкурсах.
Навчалася на хореографічному відділенні Київського училища культури.
У 1998–2003 роках навчалась у Київському Національному університеті культури, спочатку на факультеті хореографії, а після першого курсу перевелася на спеціальність «менеджер шоу-бізнесу».
24 червня 1999 року презентувала кліп на пісню «Грустная звезда» в нічному клубі «Бінго».
Роки активності: 1999–2010-ті.
Перший шлюб уклала у 18 років, через рік розлучилася.
Другий шлюб — Горбаль Василь Михайлович — банкір, народний депутат України.
Третій чоловік — Дмитро Кравченко — управляючий партнер в юридичній компанії, випускник Національної академії внутрішніх справ України.
Має доньку Софію-Марію і сина Давида.
Займається підприємницькою діяльністю.

## Політична діяльність
У 2006—2010 роках була депутаткою Київської обласної ради від Партії Регіонів.
Після зйомок «Рождественских встреч» з Аллою Пугачовою у 2009 році співачка звернулася з листом до голови правління АТЗТ «Українська незалежна ТВ корпорація» Сергія Созановського з проханням вирізати виконану нею пісню "Рідна Україна" з трансляції «Рождественских встреч з Аллою Пугачовою» на телеканалі «Інтер».
Як повідомляє пресслужба співачки, Галина Горбаль мотивувала своє прохання тим, що їй не було відомо, що цей концерт знятий на підтримку кандидатки в президенти Юлії Тимошенко, а вона є депутаткою від Партії Регіонів. Тому участь в такому концерті суперечить її політичним поглядам. «Мені не було відомо, що цей захід матиме яскраве політичне забарвлення, і по суті, стане політичною агітацією кандидата в президенти Юлії Володимирівни Тимошенко» — писала співачка.
Також Галина Горбаль повідомила, що використання її виступу в телеверсії на «Інтері» буде порушенням її виняткових та суміжних прав на пісню «Рідна Україна».
"Телеверсію концерту «Рождественские встречи» ми купуємо у Алли Борисівни Пугачової, яка має всі права як на цей концерт, так і на його телеверсію. Тому Галині Горбаль варто надіслати цей запит не на телеканалі «Інтер», в Аллі Борисівна — прокоментувала пресслужба телеканалу «Інтер».

## Кліпи
- «Грустная звезда» (1999, режисер Семен Горов);
- «Там далеко» (1999, режисер — Віктор Придувалов)
- «Самолеты не летают» (2000, режисер — Максим Паперник)
- «Каменный цветок» (2001, режисер Максим Паперник)
- «Джимми» (2001, режисер — Максим Паперник)
- «Звезда»
- «Showreel»
- «Убери руки»
- «Сердцем на Восток»
- «Субмарины»
- «Радуга»
- «Снегурочка»
- «Кто-то»

## Дискографія
- альбом «Здравствуй это я!»
- альбом «Самолёты не летают» (2001)
- альбом «Чайки о любви» (2005)